# Juliusz Żukowski
Juliusz Żukowski (ur. 1 kwietnia 1881 w Łomży, zm. 1943) – polski szachista, zasłużony działacz szachowy.
Ukończył gimnazjum w Łomży, po czym wyjechał na krótki czas do Petersburga, być może rozpoczynając studia; od roku akademickiego 1902/1903 kształcił się na Wydziale Matematycznym Uniwersytetu Warszawskiego. W 1907 ponownie udał się do Petersburga i w tamtejszym Instytucie Politechnicznym zdobył dyplom inżyniera.
W 1902 debiutował na szachowej arenie turniejowej, biorąc udział w korespondencyjnych zawodach pisma "Szachmatnoje obozrenije"; udało mu się m.in. zremisować partię z przyszłym mistrzem świata Aleksandrem Alechinem, ale ostatecznie zdobył jedynie 2½ pkt w 18 partiach i w gronie 10 szachistów uplasował się na dzielonym IX-X miejscu. Bez większych sukcesów startował w turniejach klubowych w Petersburgu w 1903, 1904 i 1907. Również w mistrzostwach Warszawskiego Towarzystwa Zwolenników Gry Szachowej w 1904 zajął odległe miejsce, notując m.in. porażki z czołowymi wówczas zawodnikami warszawskimi Aleksandrem Flambergiem i Salomonem Langlebenem. W tej sytuacji, mimo początkowego zgłoszenia, w 1905 zrezygnował z wyjazdu na turniej amatorów w niemieckim Barmen, gdzie jego rywalami mieli być szachiści o wysokiej renomie - Horatio Caro, Georg Marco, Ignacy Popiel, Akiba Rubinstein, Aron Nimzowitsch i inni.
Po odzyskaniu przez Polskę niepodległości Żukowski zamieszkał w Krakowie, gdzie nadal uczestniczył w życiu szachowym. Działał w Krakowskim Klubie Szachistów, od 1928 do wybuchu II wojny światowej pełniąc funkcję prezesa. W 1933 otrzymał godność członka honorowego klubu. W mistrzostwach Krakowskiego Klubu Szachistów wielokrotnie plasował się w czołówce, w 1925 i 1926 zajmował III miejsce, w 1927 dzielone II-III miejsce, w 1928 i 1930 II miejsce. U schyłku lat 30. ufundował puchar na potrzeby rywalizacji drużynowej szachistów krakowskich i śląskich.
Zajmował się również kompozycją szachową. Współpracował w tej dziedzinie m.in. z Dawidem Przepiórką, a swoje prace zamieszczał w czasopiśmie "Ilustracja Polska".
W okresie okupacji grywał w szachy w krakowskiej kawiarni "Plastyków", gdzie został aresztowany przez Niemców; prawdopodobnie zmarł wkrótce w więzieniu.